# Namik Dokle
Namik Dokle (ur. 11 marca 1946 w Durrësie) – albański polityk i dziennikarz, brat aktora Zehrudina Dokle.

## Życiorys
Syn Hamzy Dokle. W 1947 jego rodzina przeniosła się do wsi Borje, a w 1959 do Kukësu. W 1970 ukończył studia z zakresu agrochemii na Uniwersytecie Rolniczym w Tiranie (alb. Universiteti Bujqësor), a także na wydziale dziennikarstwa Uniwersytetu Tirańskiego. Kontynuował studia na Uniwersytecie Complutense i w Brukseli.
Po studiach, w 1970 rozpoczął pracę jako dziennikarz w gazecie Praca (alb. Puna). W latach 1983–1989 był jej redaktorem naczelnym. Od stycznia do sierpnia 1991 pełnił funkcję redaktora naczelnego pisma Zëri i Popullit.
Do 1991 był członkiem Albańskiej Partii Pracy. W 1991 przeszedł do Socjalistycznej Partii Albanii, rok później został wiceprzewodniczącym partii. Po uwięzieniu Fatosa Nano, w latach 1992–1996 praktycznie kierował partią. W 1999 objął stanowisko sekretarza generalnego SPA.
W parlamencie albańskim zasiada od roku 1991, kiedy w wyborach uzyskał mandat deputowanego z okręgu Kukës. W 1997 został wybrany wiceprzewodniczącym parlamentu, a w 2001 jego przewodniczącym. W latach 2003–2005 pełnił funkcję wicepremiera w rządzie Fatosa Nano. Po przejęciu władzy przez partię demokratyczną w 2005, działa w parlamentarnej komisji spraw zagranicznych. W lutym 1996 jako przedstawiciel albańskiej delegacji parlamentarnej odwiedził Polskę.
Jest autorem kilkunastu dramatów, a także zbioru opowiadań. Był tłumaczony na język serbski i turecki.
Mieszka w Tiranie. W życiu prywatnym żonaty (żona Qesfere Fejzollari), ma troje dzieci (dwie córki i jednego syna).

## Dzieła
- 1971: Kur erdhi pranvera (Kiedy przychodzi wiosna, opowiadania)
- 1973: Shokët e babait tim (Towarzysze mojego ojca, opowiadania)
- 1974: Era e lartësive (dramat)
- 1975: Të pamposhtur në shtrëngatë (dramat)
- 1976: Kripë mbi dëborë (Sól na śniegu, opowiadania)
- 1976: Rruga drejt lartësive (dramat)
- 1978: Buka e pathyer (Niepołamany chleb, dramat)
- 1980: Mungojnë dy fishekë (Brakuje dwóch ładunków, dramat)
- 1981: Koha në gjunjë s’na ka parë (dramat)
- 2001: Piedestale pa statuja (Piedestał bez pomnika, publicystyka)
- 2003: Mjegulla e dimrit të largët (Zimowa mgła w oddali)
- 2003: Kthimi i të munduarve (Powrót cierpiących)
- 2003: Ura midis jetës dhe vdekjes (Most między życiem a śmiercią)
- 2004: Anija fantazmë (Statek widmo)
- 2008: Dënimi i dyte i Homerit (Drugi wyrok Homera).
- 2013: Shën Maria e Beratit (dramat)
- 2015: Vajzat e mjegullês (powieść)
- 2017: Lulet e skajbotês (powieść)
- 2018: Ditët e lakuriqëve të natës (powieść)
- 2022: Covid - 1984
- 2023: Dhjetë gramë nder (powieść)

## Przemówienia
- 2019: Namik Dokle: fjalime në Kuvendin e Shqipërisë